# Knautia longifolia
Knautia longifolia — вид квіткових рослин родини жимолостевих (Caprifoliaceae).

## Біоморфологічна характеристика
Це багаторічна рослина.

## Поширення
Швейцарія, Австрія, Італія, Словенія, Хорватія, Чорногорія, Сербія та Косово, Македонія, Албанія, Румунія, Греція, Україна.